# 川南工業
川南工業（かわなみこうぎょう）は長崎県西彼杵郡香焼村にあった1936年創業の造船会社。1954年に破産宣告したが、1958年に強制和議の認可を受けて企業再開し、1962年に昭和重工に商号変更ののち、1971年再破産した。本拠とした香焼島造船所は特務艦/巡視船（南極観測船）「宗谷」建造の造船所として知られる。

## 概要
長崎港入口にある香焼島（現在の長崎市香焼町）には1900年（明治33年）に松尾造船所が設立されたが、1925年（大正14年）から閉鎖されていた。1936年（昭和11年）、製缶工場で財を成した川南豊作が周囲の土地ごと造船所を買収、川南工業を設立し造船業に参入した。
太平洋戦争が始まり暫くすると輸送船の被害が急増した。大量の船舶喪失を補うため、緊急に船舶の増産に迫られたが、当時船舶の大量生産については一般的に不可能と思われていた。この時、川南工業はベルトコンベア式の建造で2日に1隻の割合で船舶を建造する案を提出した。これは製缶作業から思いついたと言われているが、提案自体は素人案に近く実現の可能性は低かった。しかしながら、その後日本海軍が大量建造に向いた船舶の設計を行ったことや溶接によるブロック工法などによって実現し、船舶の大量生産への道を開いた。
造船所の特徴として全て乾ドックでの建造が挙げられる。主力工場の香焼島造船所では1万重量トンのドック3基、10万重量トンのドック1基を有し、太平洋戦争時には戦時標準船を大量建造した。
1943年（昭和18年）5月には資本金を5000万円に増資した。最盛時の従業員は香焼島造船所で約1万5000人に達し、その当時民間大手だった三菱重工業長崎造船所に匹敵する建造量を記録した。
戦後も暫く戦時標準船を新造していたが、艦船の設計能力に乏しく休眠状態になる。1950年（昭和25年）に破産の申し立て、1954年（昭和29年）に破産宣告を受けたが、1958年（昭和33年）強制和議の認可を受け、企業活動を再開した。高碕達之助によって示された再建案に従って、1959年（昭和34年）に川南豊作が代表取締役を辞任し、新代表が就任したが、1961年（昭和36年）に川南豊作や会社幹部がクーデター未遂事件「三無事件」に関係していることが発覚し、営業活動に支障を生じたこともあり、翌年、昭和重工株式会社に社名変更し、塩原時三郎が代表取締役に就任した。同社の中核である香焼島の工場財団の公売を回避することができず、1967年（昭和42年）に三菱重工業株式会社に競落。1968年（昭和43年）に新代表として篠田英悟が就任したが1971年（昭和46年）に三無事件で篠田も収監され辞任、同年9月13日、1958年の強制和議が取り消され、再破産した。

## 工場
香焼島造船所
1900年（明治33年）、香焼島に松尾造船所設営、1925年（大正14年）閉鎖。1936年（昭和11年）9月に川南豊作が買収、資本金500万円で創業する。翌年4月に香焼島造船所と改称。戦時中はA型戦時標準船を大量建造した。川南工業倒産後の1967年（昭和42年）に跡地を三菱重工業が取得し、三菱長崎造船所香焼工場として運用された。その後、2022年より大島造船所へ全面譲渡されることが2021年3月30日付の三菱長崎造船所プレスリリースで発表された。
長崎県西海市の大島造船所は2022年12月27日，三菱重工長崎造船所香焼工場の新造船エリアの取得を完了したと発表した。長さ990メートル，幅100メートルの「100万トン・ドック」と呼ばれる国内最大の建造ドックを含む約96万平方メートルが「大島造船所香焼工場」となった。修繕ドックは三菱重工が保有し続ける。

深堀造船所
1943年（昭和18年）1月に香焼島の対岸の深堀村（現在の長崎市深堀町）に新設。戦時中はE型戦時標準船を大量建造した。川南工業破産宣告後には大洋造船が設立された。同社は三菱3社が寡占する長崎で三菱を除く唯一の300人以上規模の大企業で、木造船の外に鋼鉄船の建造も行った。1965年（昭和40年）より林兼造船長崎造船所。その後 林兼船渠、長栄造船を経て現在は福岡造船長崎工場。
浦崎造船所　　

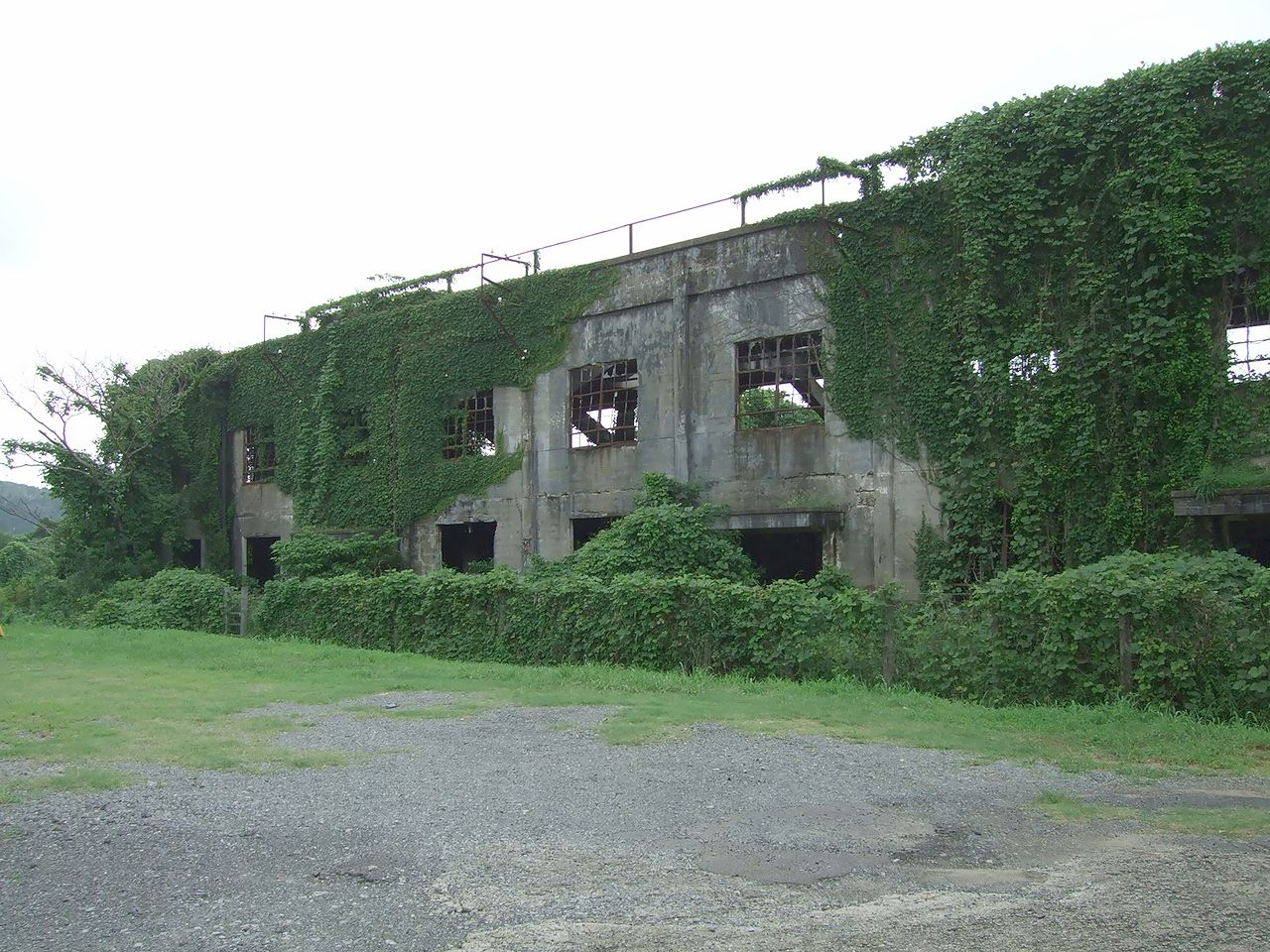
浦崎造船所跡

1933年（昭和08年）、川南豊作が佐賀県浦崎（現在の伊万里市山代町立岩付近）にあった海岸埋め立て地にソーダ工場建設に着手した。翌年7月、操業開始。個人経営を合名会社に改組した。社長は川南豊作、所長は川南太八郎。1日180トンの用水と50トンの石炭を燃料として使用、日産30トンのソーダを生産し、阪神方面に出荷した。1935年（昭和10年）11月、隣接地にガラス工場建設に着手、翌年9月に操業を始めた。従業員240人で、日産1000箱（43トン）を生産した。
1937年（昭和12年）6月、近くにあった向山鉱業所を買収合併して石炭採掘にも乗り出した。
1940年（昭和15年）4月、両工場とも政府より軍需工場へと転換させられ、浦ノ崎造船所（川南造船所）として発足した。3万2000平方メートル敷地で多数の船舶を建造した。1943年（昭和18年）4月、軍需工場指定を受け、佐世保海軍の管理工場となる。二等輸送艦、人間魚雷「海龍」、回天などを大量建造。
1944年（昭和19年）8月、佐賀師範学校の生徒約120人が学徒動員された。1944年（昭和19年）10月には予科2年生80名が動員された。その他、熊本師範学校（現　熊本大学　教育学部）、伊万里商業（現　佐賀県立伊万里実業高等学校）、唐津商業（現　佐賀県立唐津商業高等学校）、龍谷中学（現　学校法人佐賀龍谷学園　龍谷中学校・高等学校）、伊万里高女（現　佐賀県立伊万里高等学校）、佐賀高等学校（現　佐賀大学）、武雄中学校（現　武雄高校）、長崎高等学校（現　長崎大学）、三角高女（現　熊本三角高校）、国分高女（現　鹿児島国分高校）など５０カ所から学徒総勢850名程度が集められ労働に従事した。 さらに、九州各地からの「徴用工」・「女子挺身隊」・朝鮮半島から徴用された人（約200名）など正式社員を含めると約2000人がここで働いていた。　1944年（昭和19年）1月から12月の間に、22隻のSB艦が進水した。1ヶ月に平均2隻が進水したことになる。
戦後は1946年（昭和21年）軍需工場の指定を解かれ、株式会社浦之崎造船所から伊万里湾重工業株式会社となるも、1955年（昭和30年）9月、破産宣告を受けて閉鎖された。そのまま50年以上にわたり放置され、廃墟と化して残っていたが、2012年（平成24年）に解体撤去された。跡地は公園として整備する予定であるが、まるで進んでおらず、現在同志によって川南造船VR案+史料館設置案が提出されている。浦ノ崎造船所とも川南造船所とも呼ばれる。
2021年4月、伊万里市の山代町まちづくり委員会と伊万里市観光課が協力し、川南造船所跡地に歴史説明板を設置した。　

香焼島造船所川内分工場
1943年（昭和18年）10月に鹿児島県川内市に開設、船舶機関の製造。
深堀造船所徳島分工場
1944年（昭和19年）1月に徳島県徳島市に開設、船舶機関の製造。

## 主な製品

### 艦艇
- 第二十八号型駆潜艇：41 - 44 - 47 - 51（香焼島）
- 第101号型輸送艦：127 - 128（浦崎）
- 第103号型輸送艦：129 - 130 - 131 - 132 - 134 - 135 - 136 - 137[14] - 138 - 139 - 142 - 143 - 144 - 145 - 146 - 147 - 172 - 173 - 174 - (175) - (176) （浦崎、括弧付きは未成）
- 甲型海防艇2隻（浦崎、未成）

### 軍艦以外の船舶
- 天領丸（香焼島）
- 地領丸（後の巡視船、初代南極観測船「宗谷」）（香焼島）
- 民領丸（香焼島）
- 川工丸(大井川丸)（香焼島）
- 東亜丸（香焼島）
- 日祐丸（香焼島）
- 第二靑山丸（香焼島）
- A型平時標準船12隻、7.6万トン（香焼島）
- D型平時標準船37隻、7万トン（香焼島）・5隻、0.9万トン[注釈 1]（浦崎）
- 1A型戦時標準船8隻、5.1万トン（香焼島）
- 1D型戦時標準船8隻、1.5万トン（浦崎）
- 2A型戦時標準船39隻、26.5万トン[注釈 2]（香焼島）
- 2E型戦時標準船 142隻、12.3万トン（深堀）
- 3D型戦時標準船2隻、0.5万トン[注釈 3]（香焼島）
- 3E型戦時標準船 18隻、1.5万トン（深堀）
- 光福丸（香焼島）
- 紀新丸（香焼島）
- 文洋丸（香焼島）
- 若松丸（香焼島）
- 隆昌丸（浦崎）
- 清澄丸（深堀）
- 伊号第四〇二潜水艦の改造工事・・・1945年7月半ば過ぎから8月上旬、コタバル（折りたたみ）式飛行機の格納庫を、原油輸送のためのタンクに改造する工事[15]（浦崎）

### 艦船以外
- 浦崎造船所では戦災廃車となった客車10両に対し70系客車として復旧改造を行った。

## 文化活動
- 1942年（昭和17年）に川南豊作により川南高等造船学校（後の長崎造船大学、現在の長崎総合科学大学の前身）が設立された[16]。
- 川南工業浦崎造船所は、廃墟保存運動～解体後にかけてそれぞれ跡地担当者が存在する。
  - 2011年～2012年 - 全国川南同盟
  - 2017年～2020年 - K-wave
  - 2020年～ - 山代町まちづくり委員会

## フィクションへの登場
- 中里喜昭の小説「仮のねむり」（1969年）に、川南工業をモデルとした造船所が登場している。
- たつき監督率いるヤオヨロズのTVアニメ「ケムリクサ」（2019年）のOPに川南造船所跡地のゴライアスクレーンが出演している。
- 大野芳　長編ノンフィクション・ノベル『革命』祥伝社　2001年発行。　編集部註として、この作品は、『三無事件』に材を採ったフィクションです。と記されている。